# Konstytucja Hesji
Konstytucja Hesji (niem. Verfassung des Landes Hessen, w skrócie HV) – konstytucja niemieckiego kraju związkowego Hesja, przyjęta 1 grudnia 1946.

## Historia
W celu stworzenia konstytucji powołano w Hesji specjalną komisję. Każda z działających partii oddelegowała 12 uczestników. Komisja działała od 26 lutego do 14 lipca 1946. Wybory do Zgromadzenia Konstytucyjnego Hesji odbyły się 30 czerwca 1946. Przy frekwencji 71% SPD zdobyła 44,3% głosów, CDU 37,3%, KPD 9,7%, zaś LDP (późniejsza FDP) 6%. W pracach nad konstytucją uczestniczył ponadto kierownik administracji Valentin Heckert, który zajął się m.in. demokratyzacją przepisów o policji.
Zgromadzenie Konstytucyjne przyjęło 30 września 1946 projekt Konstytucji. 1 grudnia 1946 miało miejsce referendum na temat przyjęcia Konstytucji: oddano 76,4% głosów za całością Konstytucji oraz 72% za przyjęciem artykułu 41. Artykuł ten przewidywał nacjonalizację górnictwa, hutnictwa żelaza, energetyki, transportu szynowego oraz napędzanego z sieci trakcyjnej. Jego postanowienia nie zostały jednak nigdy wcielone w życie.
Ponadto Konstytucja regulowała m.in. następujące sprawy: uznanie godności i praw osobistych człowieka, także w aspekcie ekonomicznym, prawo do pracy, ośmiogodzinny dzień pracy, co najmniej 12 dni urlopu, prawo do strajku, jednolite prawo pracy dla robotników, pracowników umysłowych i urzędników oraz zakaz lokautu. Ze względu na to, że Konstytucja powstała krótko po upadku nazizmu, miała charakter znacznie bardziej radykalny niż później przyjęte konstytucje innych krajów związkowych.

## Kontrowersje
Konstytucja Hesji odzwierciedla w znacznym stopniu sytuację politycznego i gospodarczego przełomu pierwszych miesięcy po II wojnie światowej. Liczne przepisy Konstytucji stały się wobec szybko zmieniającej się sytuacji społecznej anachroniczne i miały bardzo ograniczony wpływ na prawodawstwo. Obecnie proponuje się wprowadzenie gruntownych zmian do Konstytucji Hesji.
Główne kontrowersje związane z obecną formą Konstytucji:
- Stosunkowo znanym kuriozum jest przepis artykułu 21, ustęp 1, który za szczególnie ciężkie przestępstwa przewiduje wykonywanie kary śmierci. Ze względu na zniesienie kary śmierci przez Konstytucję Federalną przepis ten jest od prawie 60 lat martwy.
- To samo dotyczy konstytucyjnego zakazu lokautu.
- Potwierdzenie prawidłowego przebiegu wyborów następuje nie poprzez orzeczenie sądu krajowego Hesji, lecz na podstawie art. 78 poprzez „sąd do spraw kontroli wyborów” (Wahlprüfungsgericht), zdominowany przez polityków.
- Kolejnym kuriozum jest artykuł 154, przewidujący obywatelstwo heskie, przysługujące obywatelom wszystkich krajów niemieckich
- Ze względu na wprowadzenie w Hesji opłat za studia trwa dyskusja nad artykułem 59. Artykuł ten zabrania zasadniczo pobierania wszelkich opłat za naukę szkolną i studia, gdyż mówi o bezpłatności szkoły i studiów, a ponadto nakazuje wspieranie uzdolnionych dzieci z ubogich rodzin. Jednocześnie zezwala on jednak na wprowadzenie umiarkowanej opłaty, jeśli sytuacja społeczna ucznia, jego rodziców względnie innych opiekunów to umożliwia. Tym samym prawie jedna trzecia studentów jest zwolniona z opłat za studia. Mimo to wniesiono skargę do sądu krajowego, oczekuje ona na rozpatrzenie.

## Zmiany konstytucji
Mimo że Konstytucja Hesji jest historycznie starsza od federalnej Ustawy Zasadniczej i przez to w wielu wypadkach martwa (np. wspomniany paragraf 21, ustęp 1, przewidujący karę śmierci), nie dokonano w niej dotychczas większych zmian. Powodem tego była nie tyle konieczność zorganizowania referendum potwierdzającego zmianę, lecz raczej brak zgody między poszczególnymi klubami parlamentarnymi na temat dokładnych zmian. Mimo tego wprowadzono kilka drobnych poprawek.